# 明石市立大蔵中学校
明石市立大蔵中学校（あかししりつ おおくらちゅうがっこう）は、兵庫県明石市西朝霧丘にある公立中学校。

## 沿革
- 1947年4月1日 - 明石市立大蔵中学校開校。校章制定。
- 2020年 - 女子制服にスラックス導入。当面は現行の冬服ジャンパースカート、夏服吊りスカートと併用となるが将来的に新制服を制定する方向で議論される。
- 2023年4月1日 - 新制服最速導入予定日、全容が確定する2022年度中から現行制服との調整配慮をする模様。

## 部活動

### 運動部
- 野球部
- 陸上競技部
- サッカー部
- 柔道部
- 剣道部
- バスケットボール部
- 卓球部
- バレーボール部
- 女子ハンドボール部
- 女子ソフトテニス部

### 文化部
- 吹奏楽部
- 美術部
- カルチャー部

## 著名な出身者
- 大枝宏之 - 日清製粉グループ本社社長
- 山口純 - 新選組リアン
- 山下達也 - サッカー選手
- 小鴨由水 - 元女子マラソン選手
- 浦上浩 - 明石ふるさと大使、キッチンぷいぷい料理人
- 山﨑伊織 - プロ野球選手

## 周辺
- 兵庫県立明石高等学校 徒歩1分程度
- 兵庫県自動車運転免許試験場 徒歩3分程度
- セブンイレブン明石荷山町店 徒歩1分程度
- 明石市立天文科学館 徒歩20分程度（やや遠い）
- 兵庫県立明石公園　徒歩30分程度

## 通学区域
- 明石市立人丸小学校、明石市立中崎小学校の通学区域
- 明石市立明石小学校の通学地域は入っていない

## 交通アクセス
- 明石駅より神姫バス・明石高校前バス停下車 103m
- JR西日本朝霧駅から北1.96km
- 山陽電鉄大蔵谷駅・人丸前駅から北1.4km

## 通学区域が隣接している学校
- 明石市立衣川中学校
- 明石市立錦城中学校
- 神戸市立伊川谷中学校
- 神戸市立長坂中学校
- 明石市立朝霧中学校
- 神戸市立舞子中学校